# Bangalaia chaerila
Bangalaia chaerila is een keversoort uit de familie van de boktorren (Cerambycidae). De wetenschappelijke naam van de soort werd voor het eerst geldig gepubliceerd in 1903 door David Starr Jordan.